# Hikmat Hashimov
Hikmat Hashimov (12 novembre 1979) è un ex calciatore uzbeko, di ruolo centrocampista.

## Carriera

### Club
Comincia a giocare al MHSK Tashkent. Nel 2001 passa al So'g'diyona. Nel 2001 viene acquistato dal Metallurg Bekabad. Nel 2005 si trasferisce al Lokomotiv Tashkent. Nel 2006 si accasa all'Andijon. Nel 2007 passa al Nasaf Qarshi. Nel 2008 viene acquistato dal Metallurg Bekabad. Nel 2010, dopo una breve esperienza al Bunyodkor, torna al Metallurg Bekabad.

### Nazionale
Ha debuttato in nazionale il 7 febbraio 2007, nell'amichevole Uzbekistan-Azerbaigian (0-0). Ha messo a segno la sua prima rete con la maglia della nazionale il 24 marzo 2007, nell'amichevole Taipei Cinese-Uzbekistan (0-1). Ha partecipato, con la nazionale, alla Coppa d'Asia 2007. Ha collezionato in totale, con la maglia della nazionale, 15 presenze e una rete.